# Fadil Zendeli
Fadil Zendeli (mac. Фадил Зендели; ur. 10 czerwca 1967 w Gostiwarze) – północnomacedoński polityk pochodzenia albańskiego, w latach 2016–2020 deputowany do Zgromadzenia Republiki Macedonii Północnej z ramienia Ruchu Besa.